# Péter Somfai
Péter Somfai (* 2. April 1980 in Budapest) ist ein ungarischer Degenfechter.

## Erfolge
Péter Somfai war international hauptsächlich mit der Mannschaft erfolgreich. 2009 und 2010 wurde er mit dieser Europameister, 2011 und 2012 wurde er mit ihr Zweiter. Bei Weltmeisterschaften belegte er mit der Mannschaft 2010 und 2012 den dritten, in den Jahren 2009 und 2011 den zweiten Platz. Bei den Olympischen Spielen 2016 in Rio de Janeiro focht Somfai nur im Mannschaftswettbewerb. Nach einer 42:45-Niederlage gegen Frankreich setzte sich die ungarische Equipe gegen die Ukraine mit 39:37 durch und gewann somit die Bronzemedaille.